# Tanzania Football Federation
Die Tanzania Football Federation (TFF; Swahili Shirikisho la Mpira wa Miguu Tanzania) ist der Dachverband des Fußballs im ostafrikanischen Staat Tansania. Der Verband betreibt die nationalen Ligen und entsendet die tansanischen Fußballnationalmannschaften. Er ist seit 1964 Mitglied der FIFA als auch der Confédération Africaine de Football (CAF).
Die TFF betreibt seit Januar 2008 die Tanzania Soccer Academy (TSA) als nationale Einrichtung zur Förderung des Fußballs im Land.

## Geschichte
Der Verband wurde 1930 unter dem Namen „Tanganyika Football Association (TFA)“ gegründet und wurde 1971 in „Football Association of Tanzania (FAT)“ umbenannt, ehe sie 2004 ihren heutigen Namen bekam.

## Sportstruktur

### Ligen und Wettbewerbe
- Tanzania Premier League (12 Vereine)
- Tanzania First Division
- Tusker Challenge Cup
- Taifa-Cup
- Uhai-Cup
- Copa Cocacola

### Nationalmannschaften
- Tansanische Fußballnationalmannschaft der Männer („Taifa Stars“)
- Tansanische Fußballnationalmannschaft der Frauen („Twiga Stars“)
- Tansanische Fußballnationalmannschaft des Festlandes (Männer) („Kilimanjaro Stars“)
- Tansanische Fußballnationalmannschaft der männlichen Jugend unter 20 („Ngorongoro Heroes“)
- Tansanische Fußballnationalmannschaft der männlichen Jugend unter 17 („Serengeti Boys“)